# Bataille de Parker's Cross Roads
Guerre de Sécession
Batailles
Théâtre oriental
- Virginie-occidentale
- Manassas
  - 1re Bull Run
- 1re Virginie Septentrionale
- Burnside Expedition
- Péninsule
- Sept Jours
  - Gaines's Mill
  - Malvern Hill
- 1re Shenandoah valley
- 2de Virginie Septentrionale
  - 2de Bull Run
- Maryland
  - Antietam
- Fredericksburg
- Tidewater
- Chancellorsville
  - Chancellorsville
- Pennsylvanie
  - Gettysburg
- Bristoe
- Mine Run
- Campagne terrestre
  - Wilderness
  - Spotsylvania
  - Cold Harbor
- Bermuda Hundred
- 2de Shenandoah valley
  - Opequon
  - Cedar Creek
- Petersburg
- 1re Wilmington
- 2de Wilmington
- Appomattox
  - 3e Petersburg
  - Sayler's Creek
  - Appomattox C.H.

Théâtre occidental
- East Kentucky
- Shiloh
  - Fort Henry
  - Fort Donelson
  - Shiloh
- Kentucky
- Raid de Newburgh
  - Perryville
- Stones River
  - Murfreesboro
- Vicksburg
  - Champion Hill
  - Vicksburg
- Raid de Morgan
- Raid de Hines
- Tullahoma
- Chickamauga
- Chattanooga
- Knoxville
- Raid Forrest
- Atlanta
- Franklin-Nashville
- Savannah
- Carolines
  - Bentonville
- Raid de Wilson

Théâtre Trans-Mississippi
- Arizona confédéré
  - 1re Messilla
- Missouri
  - Wilson's Creek
- Territoire indien
- Trail of Blood on Ice
- Nouveau-Mexique
- Boston Mountains
- Pea Ridge
- 1re Texas
- Little Rock
- 2de Texas
- Camden
- Red River
- Raid de Price
- Palmito Ranch

Théâtre du bas littoral et approche du golfe
- Fort Sumter
- Blocus de l'Union
- 1re Bayou Teche
- Mississippi valley
  - Port Hudson
- Charleston
- 2de Bayou Teche
- Mobile Bay
- Mobile

La bataille de Parker's Cross Roads s'est déroulée le 31 décembre 1862, dans le comté de Henderson, Tennessee, pendant la guerre de Sécession.

## Contexte
Alors que l'expédition dans la Tennessee occidental du brigadier général confédéré Nathan Bedford Forrest s'approche de sa conclusion, le brigadier général de l'Union Jeremiah C. Sullivan, avec les brigades des colonels Cyrus L. Dunham et John W. Fuller, tente de couper les voies de retraite de Forrest sur la rivière Tennessee.

## Bataille
Les routes des Dunham et de Forrest les amènent à se rencontrer à Parker's Crossroads le 31 décembre 1862. Des escarmouches commencent à 9 heures du matin, avec Forrest se positionnant initialement le long d'une crête boisée au nord-ouest de Dunham à l'intersection. L'artillerie confédérée gagne un avantage précoce. Dunham retire sa brigade sur 700 mètres (0,5 mile) et se redéploie, faisant face au nord. Les fédéraux repoussent des attaques frontales feintes jusqu'à ce qu'ils soient attaqués sur les deux flancs par les troupes montées et démontées de Forrest.
Pendant une accalmie, Forrest envoie à Dunham une demande de reddition sans condition. Dunham refuse et se prépare à la prochaine attaque de Forrest quand la brigade de l'Union de Fuller arrive du nord et surprend les confédérés par une attaque sur leurs arrières ; les détachements confédérés chargé de la sécurité ont échoué à détecter l'approche de Fuller. « Chargez-les par les deux côtés » ordonne Forrest. Les confédérés renversent brièvement le front, repoussent Fuller, puis passent au travers de la force démoralisée de Dunham et se retirent vers le sud à Lexington, Tennessee.

## Conséquences
Après le combat, Forrest est capable de traverser la rivière Tennessee. Les deux camps réclament la victoire de cette bataille, mais les déclarations confédérées apparaissent avoir plus de légitimité.

## Préservation du champ de bataille

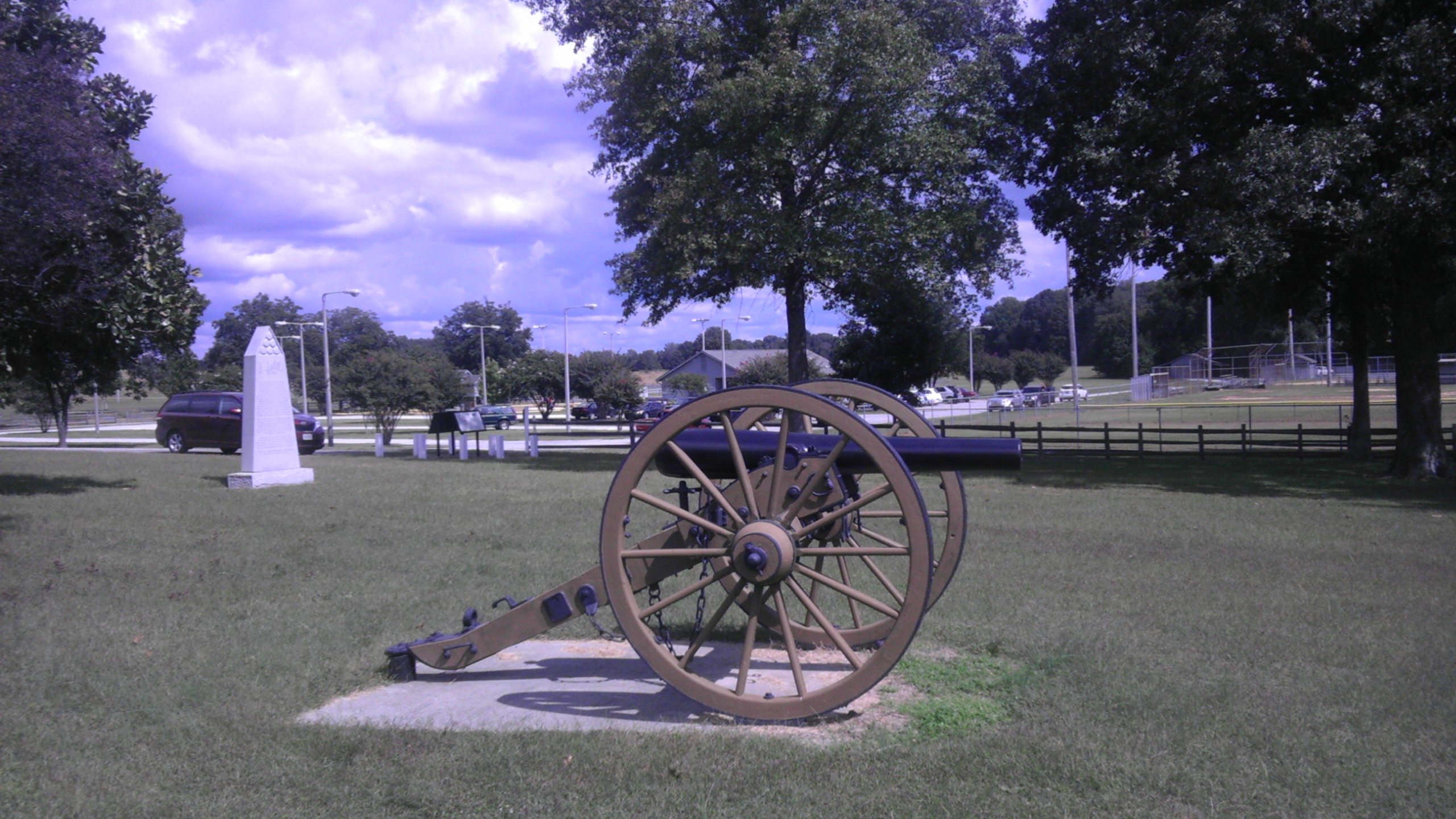
Champ de bataille de Parkers Crossroads de la guerre de Sécession

Le terrain sur lequel s'est déroulée la bataille de Parker’s Crossroads est maintenant traversé d'est en ouest par l'Interstate 40 et du nord au sud par la Tennessee State Route 22, situé à mi-chemin entre Memphis et Nashville. La ville proche a grossi considérablement depuis l'ouverture de l'autoroute inter-états à la fin des années 1960. Les promoteurs et les investisseurs s'intéressent constamment à la région du champ de bataille pour le développement des affaires, rendant les efforts de préservation particulièrement urgents.
Les 142 hectares (350 acres) du champ de bataille ont été sauvés jusque-là par le Civil War Trust conjointement avec un groupe local, The Parker's Crossroads Battlefield Association.  En 2011, le Trust lance une campagne pour préserver que qu'il appelle « l'étendue clé » (keystone tract), la dernière pièce non-préservée du terrain du vieux champ de bataille. C'est une parcelle de 21 hectares (52 acres) où avait été mise la plupart de l'artillerie confédérée. Beaucoup de personnes voulant la préservation pensent que si le terrain tombe dans les mains des promoteurs commerciaux, on ne pourra plus interpréter le champ de bataille d'une manière significative.